# Olivér
Az Olivér férfinév a latin olivarius szóból származik, a jelentése: olajfát ültető, de más feltevés szerint germán eredetű, jelentése: tündér, manó + sereg.

## Gyakorisága
Az 1990-es években gyakori név, a 2000-es években a 38-50. leggyakoribb férfinév.

## Névnapok
- március 5.[2]
- július 1.[2]
- július 11.[2]
- november 21.[2]

## Idegen nyelvi változatai
- Oilibhéar (ír)
- Oilbhreis (skót gael)
- Olier (breton)
- Oliu (languedociai, gasconi)
- Oliva (szamoai, tongai)
- Ólivar (feröeri)
- Oliveiros (portugál, galíciai)
- Oliver (angol, svéd, német, norvég, horvát, német, dán, katalán, észt, macedón, cseh, szlovák)
- Olīveri (amhara)
- Olivers (lett)
- Oliverio (spanyol)
- Olivério (portugál)
- Oliveris (litván)
- Oliverius (latin)
- Olivièr (languedociai, gasconi)
- Olivur (feröeri)
- Olivier (holland, francia)
- Olívio (portugál)
- Oliviu (román)
- Oliwer (lengyel)
- Oliwier (lengyel)
- Ollie (angol)
- Oliviero (olasz)
- Ólíver (izlandi, spanyol)
- Óliver (izlandi)
- Olliver (svéd, norvég, dán, angol)
- Ollyver (angol)
- Ölu (berni német)
- Olyver (angol)
- Ōriwa (maori)
- Ulivieru (korzikai)
- Оливер (szerb)

## Híres Olivérek
„Olivér” utónevű személyek szócikkeinek listája a Wikidata alapján

## Híres kitalált személyek
- Twist Olivér, Charles Dickens regényhőse